# Olympische Sommerspiele 1924/Wasserspringen
Bei den VIII. Olympischen Spielen 1924 in Paris fanden fünf Wettbewerbe im Wasserspringen statt, davon drei für Männer und zwei für Frauen. Austragungsort war die Piscine des Tourelles im 20. Arrondissement.

## Bilanz

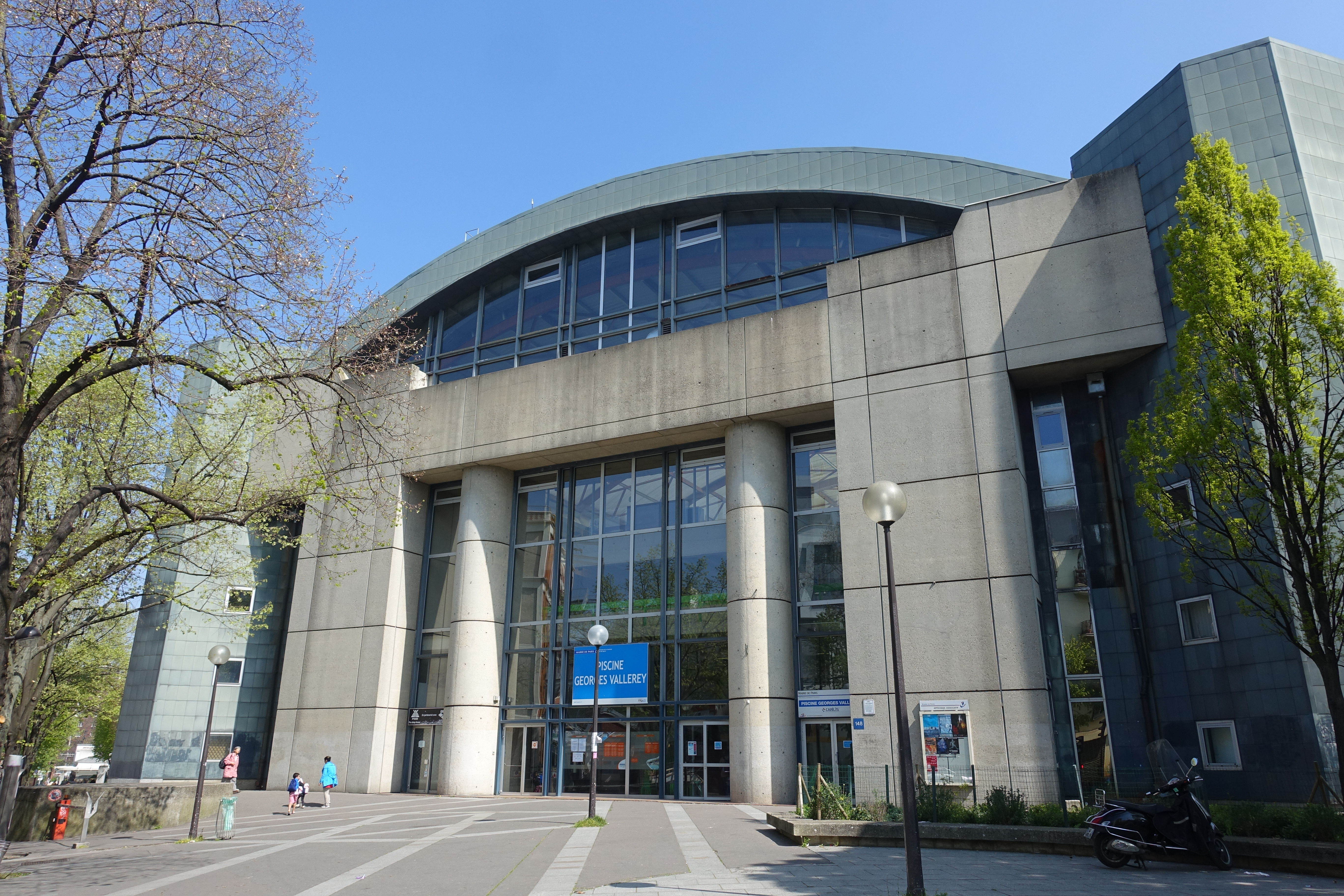
Piscine des Tourelles (2017)

### Medaillenspiegel
| Platz | Land               | Gold | Silber | Bronze | Gesamt |
| ----- | ------------------ | ---- | ------ | ------ | ------ |
| 1     | Vereinigte Staaten | 4    | 4      | 3      | 11     |
| 2     | Australien         | 1    | –      | –      | 1      |
| 3     | Schweden           | –    | 1      | 1      | 2      |
| 4     | Großbritannien     | –    | –      | 1      | 1      |

### Medaillengewinner
| Konkurrenz           | Gold         | Silber          | Bronze            |
| -------------------- | ------------ | --------------- | ----------------- |
| Kunstspringen 3 m    | Albert White | Pete Desjardins | Clarence Pinkston |
| Turmspringen 10 m    | Albert White | David Fall      | Clarence Pinkston |
| Turmspringen einfach | Richmond Eve | John Jansson    | Harold Clarke     |

| Konkurrenz        | Gold           | Silber        | Bronze            |
| ----------------- | -------------- | ------------- | ----------------- |
| Kunstspringen 3 m | Betty Becker   | Aileen Riggin | Caroline Fletcher |
| Turmspringen 10 m | Caroline Smith | Betty Becker  | Hjördis Töpel     |

## Ergebnisse Männer

### Kunstspringen 3 m
| Platz | Land | Sportler          | Platz- ziffer | Punkte |
| ----- | ---- | ----------------- | ------------- | ------ |
| 1     | USA  | Albert White      | 07            | 696,4  |
| 2     | USA  | Pete Desjardins   | 08            | 693,3  |
| 3     | USA  | Clarence Pinkston | 15            | 653,0  |
| 4     | SWE  | Edmund Lindmark   | 22            | 599,1  |
| 5     | AUS  | Richmond Eve      | 26            | 564,3  |
| 6     | SWE  | Adolf Hellquist   | 30            | 544,9  |
| 7     | SWE  | Curt Sjöberg      | 34            | 538,3  |
| 8     | NED  | Henk Hemsing      | 39            | 490,8  |
|       |      |                   |               |        |
| 17    | SUI  | Arthur Bischoff   | 29            | 385,0  |

Datum: 16. und 17. Juli 1924 

17 Teilnehmer aus 9 Ländern

### Turmspringen 10 m
| Platz | Land | Sportler            | Platz- ziffer | Punkte |
| ----- | ---- | ------------------- | ------------- | ------ |
| 1     | USA  | Albert White        | 09,0          | 487,3  |
| 2     | USA  | David Fall          | 11,5          | 486,5  |
| 3     | USA  | Clarence Pinkston   | 16,5          | 473,0  |
| 4     | SWE  | Erik Adlerz         | 19,0          | 468,9  |
| 5     | FRA  | Eugène Lenormand    | 24,0          | 437,7  |
| 6     | SWE  | Helge Öberg         | 31,0          | 429,0  |
| 7     | DEN  | Sven Palle Sørensen | 36,0          | 404,6  |
| 8     | SWE  | Adolf Hellquist     | 37,5          | 380,9  |

Datum: 19. und 20. Juli 1924 

20 Teilnehmer aus 10 Ländern

### Turmspringen einfach
| Platz | Land | Sportler        | Platz- ziffer | Punkte |
| ----- | ---- | --------------- | ------------- | ------ |
| 1     | AUS  | Richmond Eve    | 13,5          | 160    |
| 2     | SWE  | John Jansson    | 14,5          | 157    |
| 3     | GBR  | Harold Clarke   | 15,5          | 158    |
| 4     | USA  | Benjamin Thrash | 23,5          | 145    |
| 5     | FRA  | Raymond Vincent | 26,5          | 144    |
| 6     | USA  | Pete Desjardins | 28,0          | 141    |
| 7     | GBR  | Albert Knight   | 31,0          | 137    |
| 8     | SWE  | Arvid Wallmann  | 31,5          | 136    |

Datum: 14. und 15. Juli 1924 

25 Teilnehmer aus 10 Ländern

## Ergebnisse Frauen

### Kunstspringen 3 m
| Platz | Land | Sportlerin        | Platz- ziffer | Punkte |
| ----- | ---- | ----------------- | ------------- | ------ |
| 1     | USA  | Betty Becker      | 08            | 474,5  |
| 2     | USA  | Aileen Riggin     | 12            | 460,4  |
| 3     | USA  | Caroline Fletcher | 16            | 436,4  |
| 4     | SWE  | Eva Olliwier      | 20            | 425,8  |
| 5     | SWE  | Signe Johansson   | 21            | 412,6  |
| 6     | AUT  | Klara Bornett     | 28            | 370,2  |
| 7     | SWE  | Märta Johansson   | 19            | 377,8  |
| 8     | AUT  | Viktoria Sölkner  | 21            | 362,9  |

Datum: 17. und 18. Juli 1924 

17 Teilnehmerinnen aus 7 Ländern

### Turmspringen 10 m
| Platz | Land | Sportlerin      | Platz- ziffer | Punkte |
| ----- | ---- | --------------- | ------------- | ------ |
| 1     | USA  | Caroline Smith  | 10,5          | 167    |
| 2     | USA  | Betty Becker    | 11,0          | 166    |
| 3     | SWE  | Hjördis Töpel   | 15,5          | 164    |
| 4     | DEN  | Edith Nielsen   | 17,5          | 157    |
| 5     | USA  | Helen Meaney    | 22,0          | 148    |
| 6     | GBR  | Isabelle White  | 28,5          | 140    |
| 7     | GBR  | Verrall Newman  | 18,0          | 154    |
| 8     | AUT  | Margarete Adler | 19,5          | 125    |

Datum: 19. und 20. Juli 1924 

11 Teilnehmerinnen aus 6 Ländern